# Stazione di Manor Park
La stazione di Manor Park è una stazione ferroviaria della Great Eastern Main Line, situata a Manor Park, nel borgo londinese di Newham.

## Storia
Nell'ambito del Progetto Crossrail, la stazione di Manor Park è stata sottoposta a interventi di ristrutturazione. Nel dettaglio, sono stati effettuati interventi di miglioramento della biglietteria con nuove emettitrici automatiche e nuovi tornelli, sono stati installati nuovi schermi informativi e una nuova segnaletica per i clienti, sono stati ristrutturati i servizi igienici accessibili della biglietteria, è stata creata una nuova unità di vendita al dettaglio, è stata migliorata l'accessibilità grazie a tre nuovi ascensori e a un nuovo ponte sospeso e sono state installate nuove panchine e nuove pensiline sui binari. Infine, sono stati apportai miglioramenti all'area circostante la stazione, in collaborazione con il Borgo londinese di Newham.
Con l'entrata in servizio, nel 2017, dei nuovi treni della Classe 345, dal momento che i binari 1 e 2, lunghi rispettivamente solo 168 e 185 metri, sono troppo corti per accogliere questi treni (la cui lunghezza è di oltre 200 metri), ha reso necessaria l'apertura  selettiva delle porte. Inoltre, l'incrocio ferroviario a sud del binario 1 che veniva usato solo dai treni merci è stato rimosso e sostituito da uno nuovo, a ovest di Chadwell Heath.

## Strutture e impianti
Normalmente i treni suburbani, che fermano a Manor Park, utilizzano i binari 1 e 2, mentre i binari 3 e 4 sono utilizzati solo dai treni regionali che non fermano in stazione o in caso di lavori che non permettono l'utilizzo dei primi due binari.
La stazione si trova al confine tra la Travelcard Zone 3 e la Travelcard Zone 4.
Un ulteriore binario, senza numero, era presente a sud della banchina del binario 1 e veniva utilizzato solamente da treni merci che non effettuavano fermata in stazione.

## Movimento
L'impianto è servito dai treni in servizio sulla Elizabeth Line, gestiti da Transport for London.

## Interscambi
La stazione consente l'interscambio con la stazione di Woodgrange Park, sulla linea Gospel Oak-Barking della London Overground. La distanza tra le due stazioni è di 480 metri.
Nelle vicinanze della stazione effettuano fermata alcune linee automobilistiche, gestite da London Buses.
- Stazione ferroviaria (Woodgrange Park, London Overground)
- Fermata autobus